# 漢特博物館

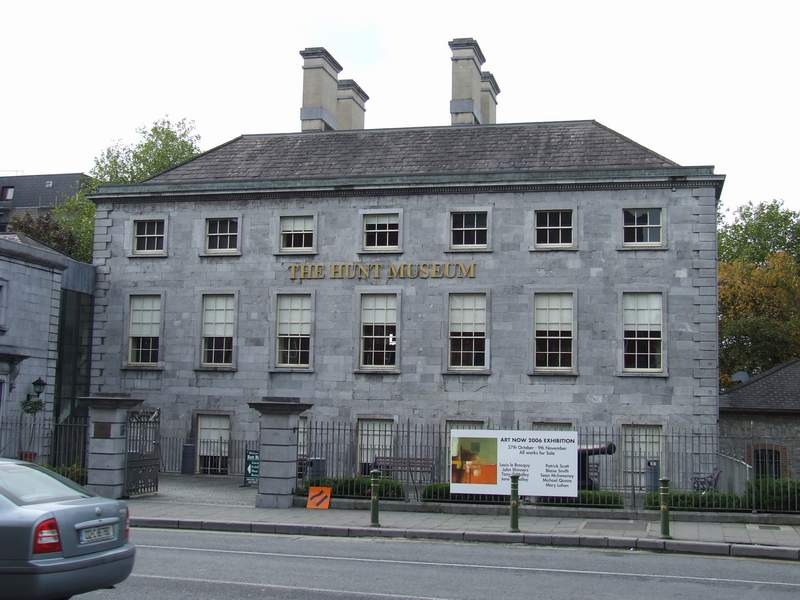
Hunt Museum

漢特博物館（Hunt Museum）是一家在愛爾蘭的博物館，1974年成立，座落在利默里克市（Limerick）；原屬於利默里克大學所有，在1997年正式對外開放。該博物館的館藏來自漢特家族的捐贈，博物館本身的建築是18世紀的老式建築，就位於該市的香儂河（River Shannon）畔。利梅里克市的發展主要是從香儂河周邊區域開始的，最近亦建有瑪里那小河港。
漢特博物館共計有超過2000件以上不同的藝術品，來自愛爾蘭與海外。最古老的有石器時代和早期埃及的藝術品。此外也包括了安特里姆十字架（第9世紀時，用青銅和琺瑯作成的十字架），一幅畢卡索的素描作品，和達文西設計的複製青銅馬。

## 網站
- 漢特博物館官方網站 （页面存档备份，存于）－英文